# Borboropactus squalidus
Borboropactus squalidus là một loài nhện trong họ Thomisidae.
Loài này thuộc chi Borboropactus. Borboropactus squalidus được Eugène Simon miêu tả năm 1884.